# دریاچه ببسیری
دریاچه ببسیری (گرجی: ბებესირი) یک دریاچه در شهرداری گالی ناحیه آبخاز، کشور گرجستان است.